# Haus Circus 3 (Putbus)

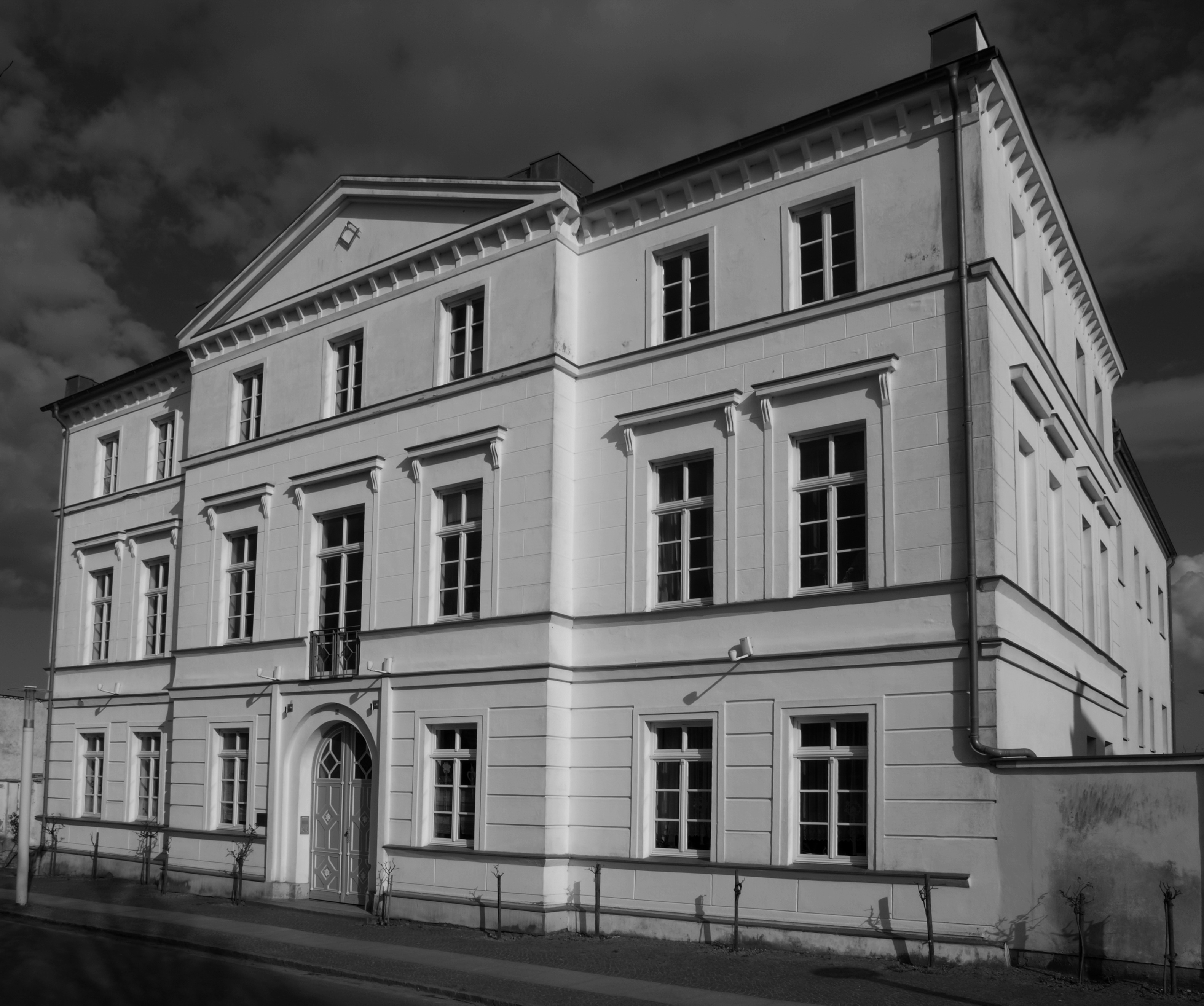

Das Haus Circus 3 (auch Logenhaus Putbus) in Putbus (Rügen, Mecklenburg-Vorpommern) stammt von etwa 1840. Es ist heute ein Wohnhaus mit auch anderen Nutzungen.
Das Gebäude steht unter Denkmalschutz.

## Geschichte

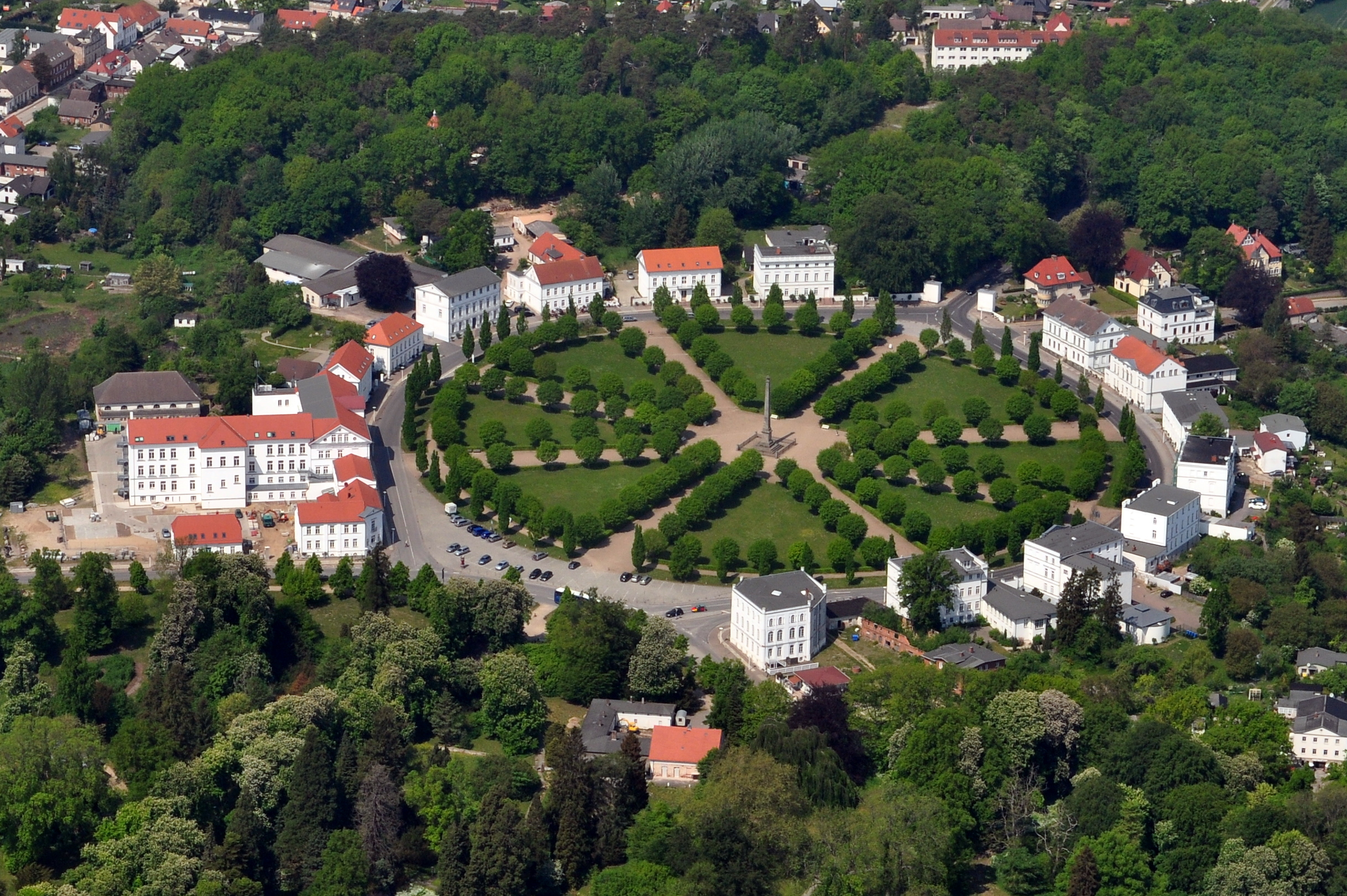
Der Cirkus: Nr. 3: unten rechts

Putbus mit 4435 Einwohnern (2019) wurde 1286 erstmals erwähnt. Als Residenzstadt auf Rügen wurde sie 1810 von Wilhelm Malte I. Fürst zu Putbus gegründet.
Das dreigeschossige siebenachsige verputzte klassizistische Haus mit dem mittigen Giebelrisalit, dem markanten umlaufenden Gesims, dem prägenden Fugenbild und den hinteren ein- und zweigeschossigen Anbauten wurde um 1840 im Stil der Berliner Bauschule um Karl Friedrich Schinkel erstellt. Fürstin Luise zu Putbus schenkte um 1847 der Johannisloge „Rugia zur Hoffnung“ das Logenhaus am Circus 3. Den Giebel zieren tragende Symbole der Freimaurer.
Das Wohnhaus wurde in den 1990er Jahren im Rahmen der Städtebauförderung saniert. Die 1847 gegründete Johannisloge Rugia zur Hoffnung hat hier ihren Sitz (Eingang Hofseite).